# Горпенко Володимир Григорович
Володимир Григорович Горпенко (3 липня 1941, Буглаки, Житомирська область, Українська РСР, СРСР ― 17 жовтня 2019, Київ, Україна) ― радянський, український кінорежисер, актор і кінознавець. Доктор мистецтвознавства (2001).

## Біографія
Володимир Григорович Горпенко народився 3 липня 1941 року в селі Буглаки.
З 1958 року ― актор допоміжного складу Житомирського музично-драматичного театру.
У 1959—1962 роках навчався акторською, у 1967 році закінчив режисерський факультет Київського державного інституту театрального мистецтва імені І. К. Карпенка-Карого, 1971 року — аспірантуру при ньому, після чого став викладачем цього інституту.
У 1963—2002 роках ― режисер-постановник Київської кіностудії художніх фільмів ім. О. Довженка. У 1969—1991 роках ― член Комуністичної партії Радянського Союзу.
У 1994—2000 роках викладав у декані кінофакультету, у 2001—2003 роках ― факультету журналістики та телемистецтва та працював завідувачем кафедри Київського міжнародного університету, у 2003—2005 роках ― працював професором Державної академії керівних кадрів культури та мистецтва України, у 2005—2019 роках ― ректором Інституту екранного мистецтва у Києві.
Помер 17 жовтня 2019 року у віці 78 років у Києві.

## Фільмографія

### Режисер
- 1967 ― Дві смерті
- 1972 ― Лаври
- 1979 ― Дощ у чужому місті
- 1984 ― Твоє мирне небо
- 1995 ― Хто ми? (трилогія)
- 1997 ― Чернігів

### Актор
- 1983 ― Прискорення ― епізод
- 1984 ― Твоє мирне небо
- 1989 ― Важко бути богом
- 2000 ― Втрачений рай ― академік Рогач

## Нагороди
- 1973 ― Республіканський кінофестиваль «Людина праці на екрані» в Жданові: Диплом за режисерський дебют (фільм «Лаври», 1972)
- 1996 ― Кінофестиваль в Івано-Франківську: Приз за найкращий відеофільм (трилогія «Хто ми?», 1995)
- 1998 ― Міжнародний кінофестиваль «Вітер мандрівок» у Києві: Гран-прі (фільм «Чернігів», 1997)